# Taxås naturreservat
Taxås är ett naturreservat i Älmhults kommun i Kronobergs län.
Området är skyddat sedan 1994 och är 117 hektar stort. Det är beläget nordväst om Stenbrohult på Möckelsnäshalvön i sjön Möckeln och består mest av ädellövskog och betesmark.

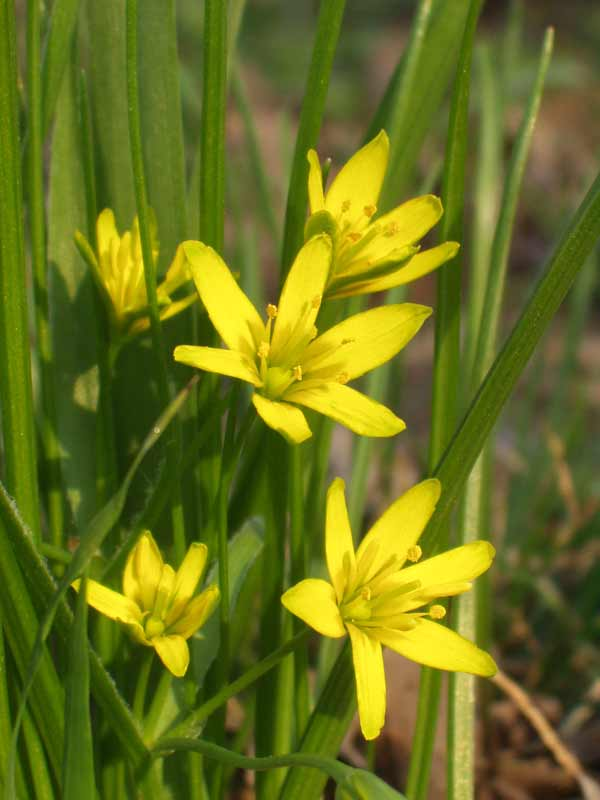
Vårlök

Taxås gård med herrgårdsbyggnad ingår inte i naturreservatet. Nära gården utgår 2 strövstigar. Den norra leder förbi en hällkista och sedan vidare till utsiktspunkten Taxås klint varifrån man har utsikt över sjön Möckeln. Därifrån leder trappor ner till stranden där det finns rester av stenbrytning. Förr bröts där svart granit. Lövskogen dominerar och där finns alm, ek, lind, avenbok, lönn och bok. En del träd är mycket gamla. Många sällsynta blommor finns här såsom blåsippa, vårlök, gullpudra, nunneört och vårärt.
En strövstig leder mer söderut till gammal odlingsmark. 